# Rudnea-Perhanska, Olevsk
Rudnea-Perhanska (în ucraineană Рудня-Перганська) este un sat în comuna Hociîne din raionul Olevsk, regiunea Jîtomîr, Ucraina.

## Demografie
Componența lingvistică a localității Rudnea-Perhanska
     Ucraineană (98,63%)
     Rusă (1,37%)
Conform recensământului din 2001, majoritatea populației localității Rudnea-Perhanska era vorbitoare de ucraineană (98,63%), existând în minoritate și vorbitori de rusă (1,37%).